# Guðjón Samúelsson

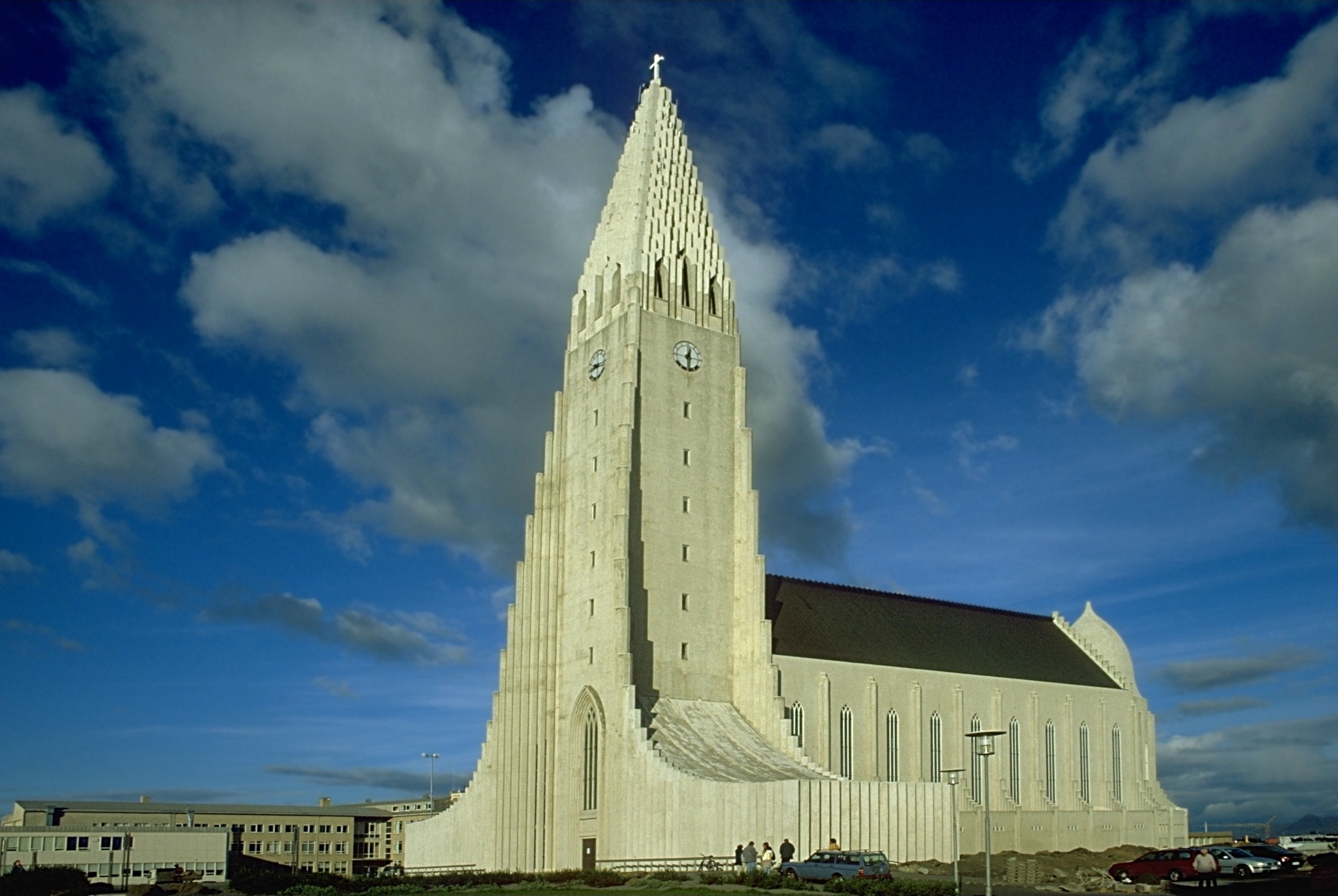
Kościół Hallgrímskirkja w Reykjavíku

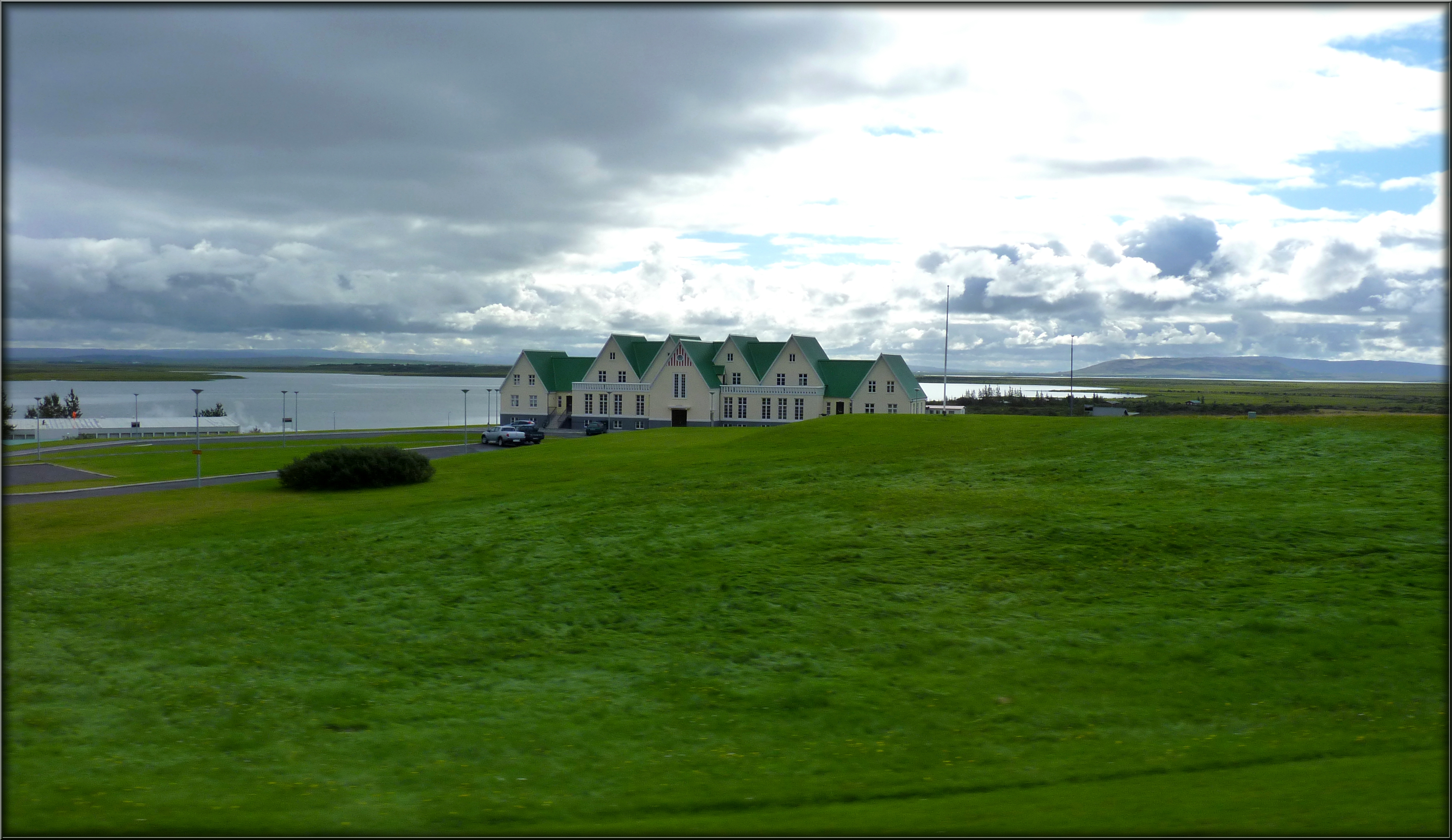
Szkoła w Laugarvatn

Guðjón Samúelsson (ur. 16 kwietnia 1887 w Reykjavíku, zm. 25 kwietnia 1950 tamże) – islandzki architekt państwowy, autor projektu głównego gmachu Uniwersytetu Islandzkiego w Reykjavíku, Islandzkiego Teatru Narodowego, katolickiej katedry Chrystusa Króla, kościoła w Akureyri, jego najbardziej znanym dziełem jest projekt kościoła Hallgrímskirkja, zamówiony w 1937, inspirowany naturalnymi strukturami geologicznymi Islandii – bazaltowymi kolumnami koło wodospadu Svartifoss.
Samúelsson podczas swojej 40-letniej kariery poszukiwał narodowego stylu Islandii. Rozwinął w swojej ojczyźnie indywidualne podejście do projektowania. Oprócz tego publikował także liczne artykuły dotyczące architektury i urbanistyki. Po I wojnie światowej zyskał uznanie oraz został mianowany Architektem Państwowym Islandii.

## Inne projekty
- Pływalnia Sundhöllin,
- Muzeum regionalne w Kópasker,
- Budynek stojący na rogu Austurstræti / Pósthússtræti w Reykjavíku zbudowany w latach 1916 – 1917, będący pierwszym dużym budynkiem w Islandii, łączący cechy secesji i duńskiego romantyzmu, ozdobiony rzeźbami Einara Jónssona,
- Landspítalinn,
- Hótel Borg w Reykjavíku,
- szkoła Héraðsskólinn w Laugarvatn[1].